# Vittorio Adorni
Vittorio Adorni (San Lazzaro di Parma, 14 de novembro de 1937 – 24 de dezembro de 2022) foi um ciclista profissional italiano. Atuou profissionalmente entre 1961 e 1970.
Conquistou o Giro d'Italia de 1965 e o Campeonato Mundial de 1968.